# La Réale (1694)
La Réale (« la Royale ») était une galère de la marine française, et le navire amiral des galères de France sous Louis XIV.

## Caractéristiques
Elle était qualifiée de « galère extraordinaire », car elle avait un équipage plus nombreux que celui des galères normales. La construction et l'armement ont coûté 170 000 livres tournois, le prix d'une corvette, contre 24 à 31 000 livres tournois pour une galère classique. Il convient d'ajouter à ce prix les 110 000 livres de sa parure de cérémonie : tentes, pavesades, bannières et autres flammes en brocart, velours et damas cramoisi, agrémentées d'or et d'argent ; ornements qui n'étaient arborés qu'en cérémonies.
Le statut de la Réale a ainsi été défini :

« C'est le nom de la principale galère d'un royaume indépendant, et non pas celle d'un royaume feudataire et qui est annexé à un plus grand. La Réale est destinée en France pour le général des galères, et elle a l'étendard royal qui la distingue des autres. Cet étendard est de forme carrée et de couleur rouge, semé de fleurs de lys d'or. La principale galère du Pape est aussi appelée Réale, à cause du pas   que toutes les têtes couronnées des États catholiques donnent à ce chef de l'Église de Rome. Les Royaumes de Chypre et de Candie, ayant été des possessions de la République de Venise, l'autorisent à qualifier de Réale la première de ses galères. Les Génois revendiquent les mêmes droits à cause du Royaume de Corse. Mais les contestations […] sur le salut, entre cette galère et les capitanes de Toscane et de Malte, l'empêchent depuis longtemps de paraître en mer. Les principales galères des escadres de Naples, de Sicile et de Sardaigne, s'appellent chacune Capitane Réale »

— Dictionnaire de Marine, Jean Covens & Corneille Mortier, 1702 [lire en ligne]

## Galerie

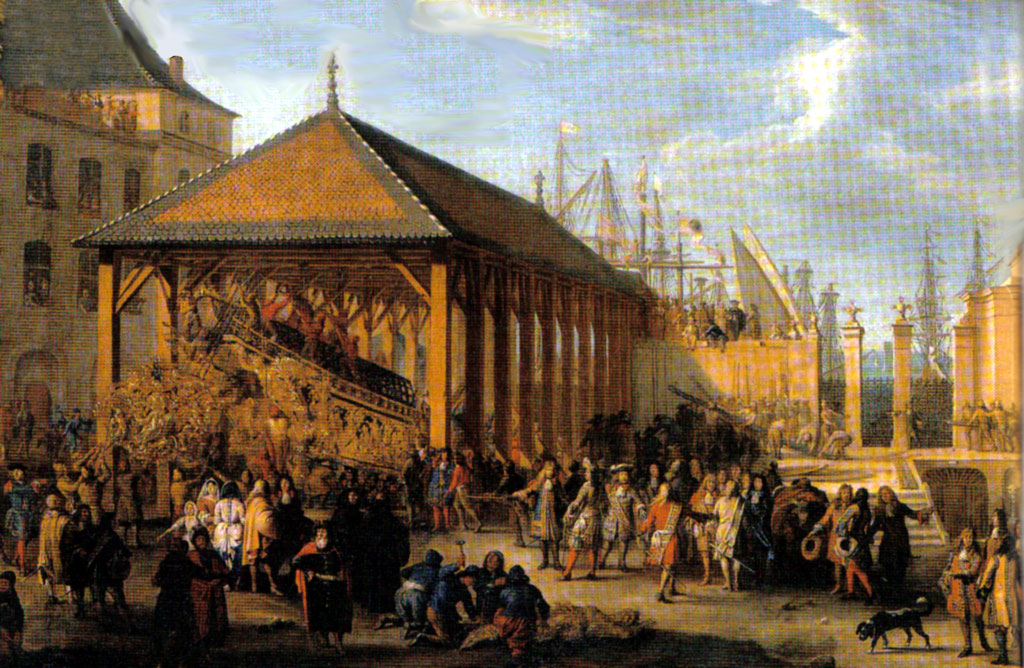
Construction de la Galère La Réale à l'Arsenal de Marseille - Tableau de 1694, attribué à Jean-Baptiste de La Rose
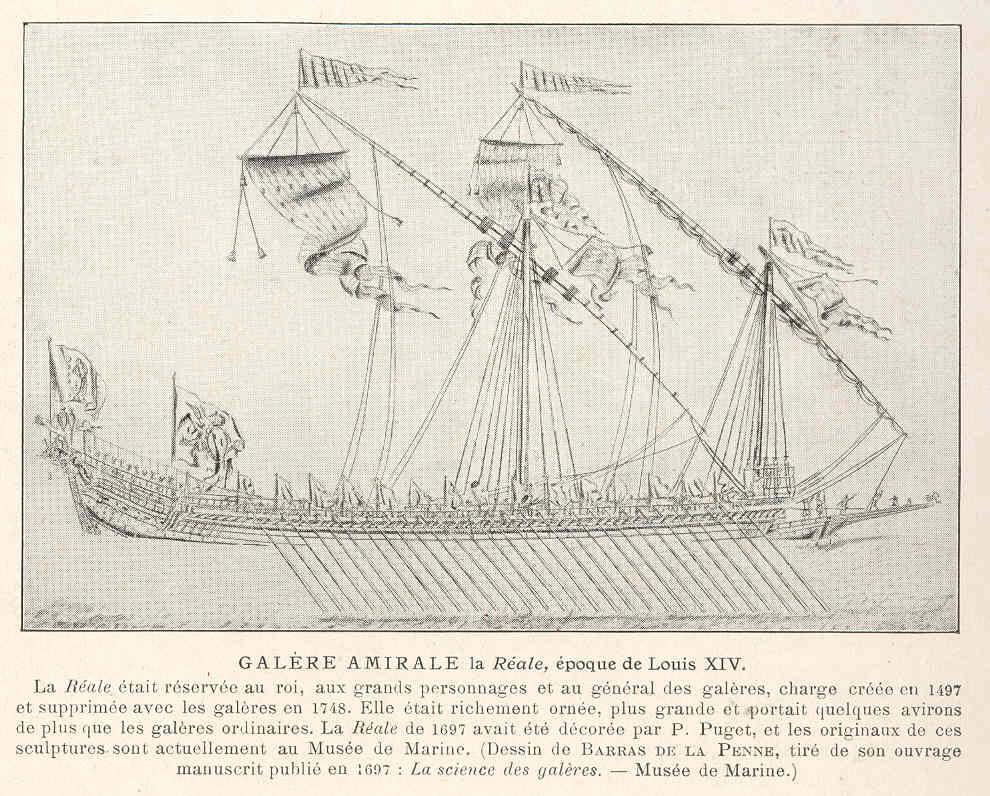
Dessin de la galère royale française la Réale, par de la Penne
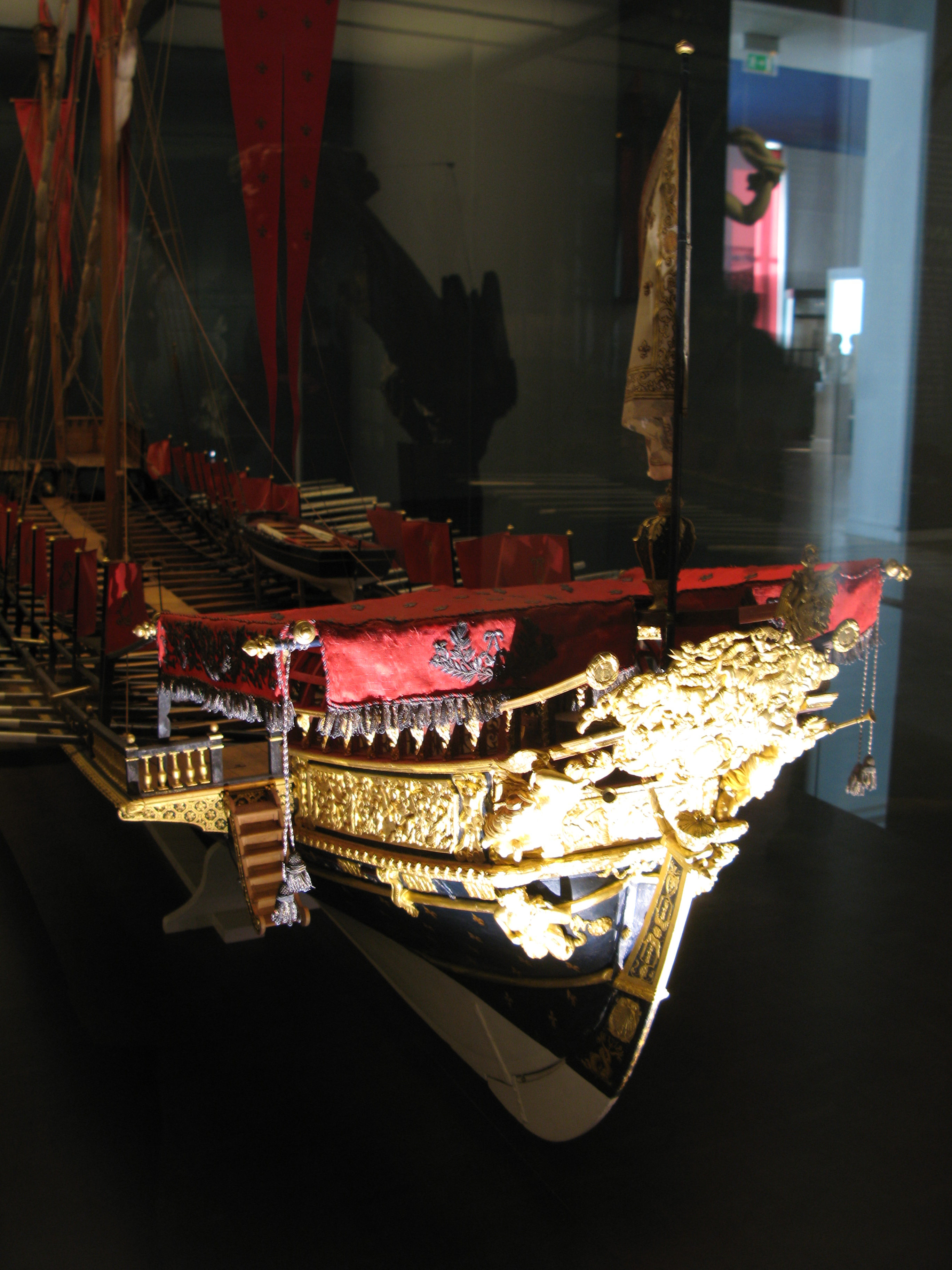
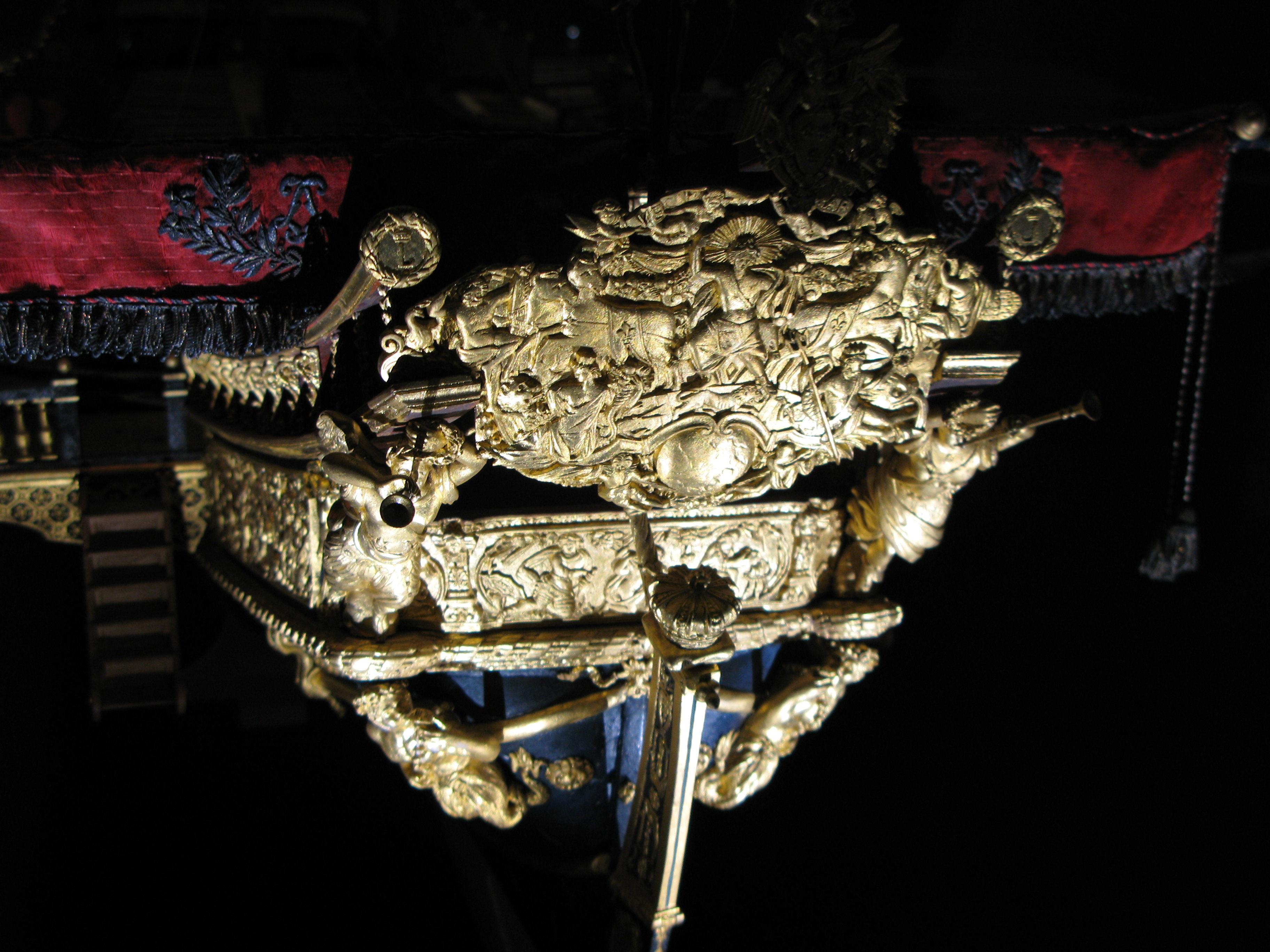
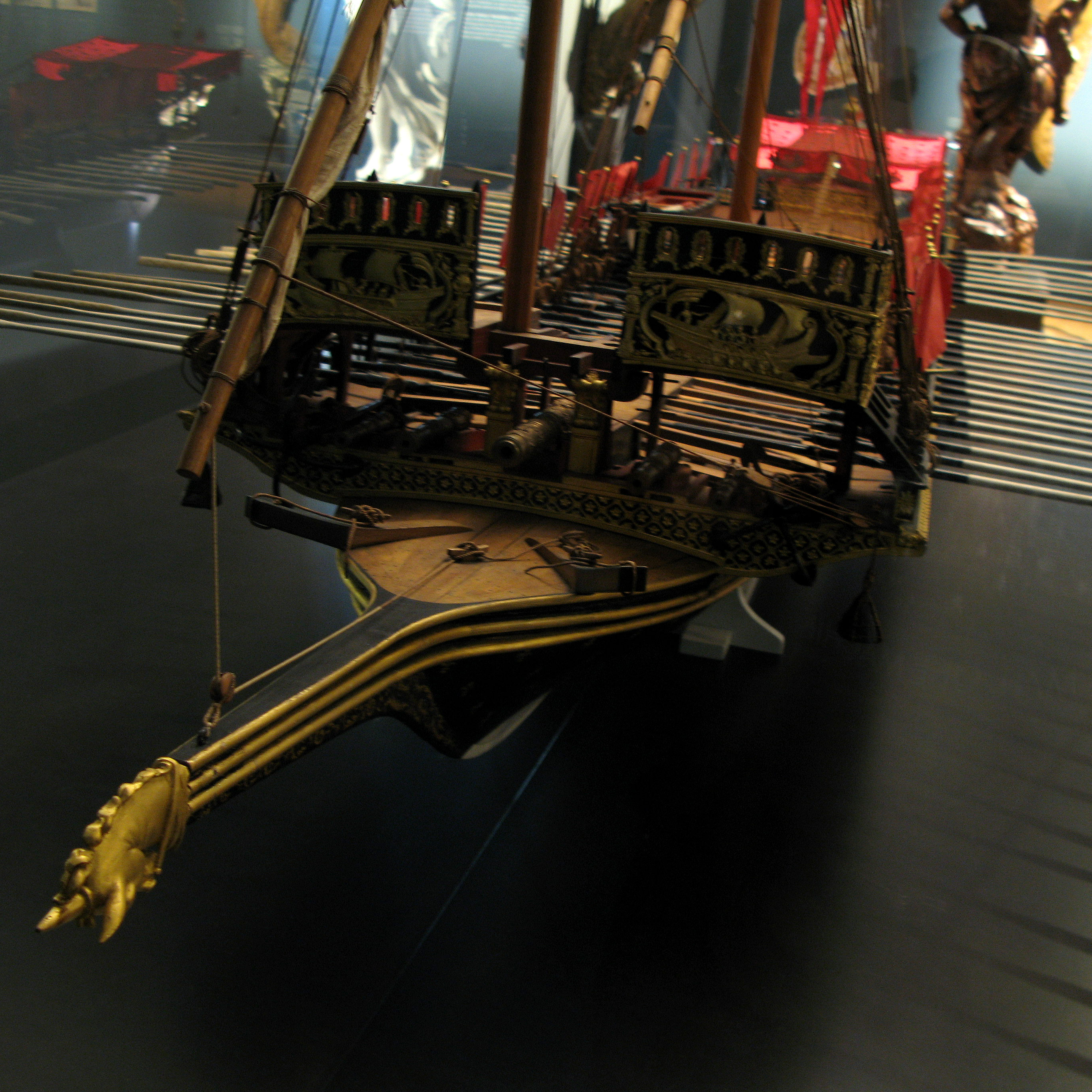
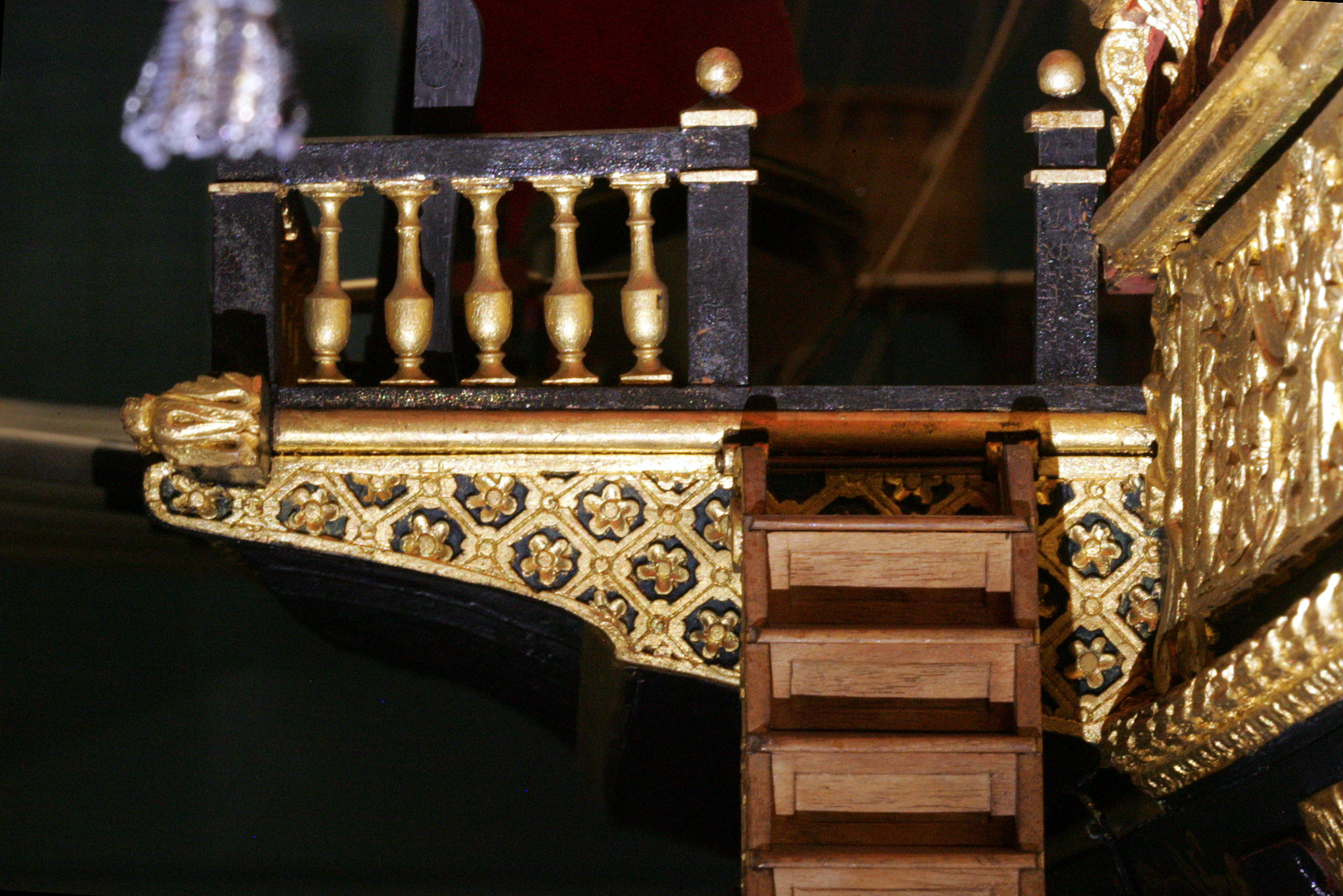
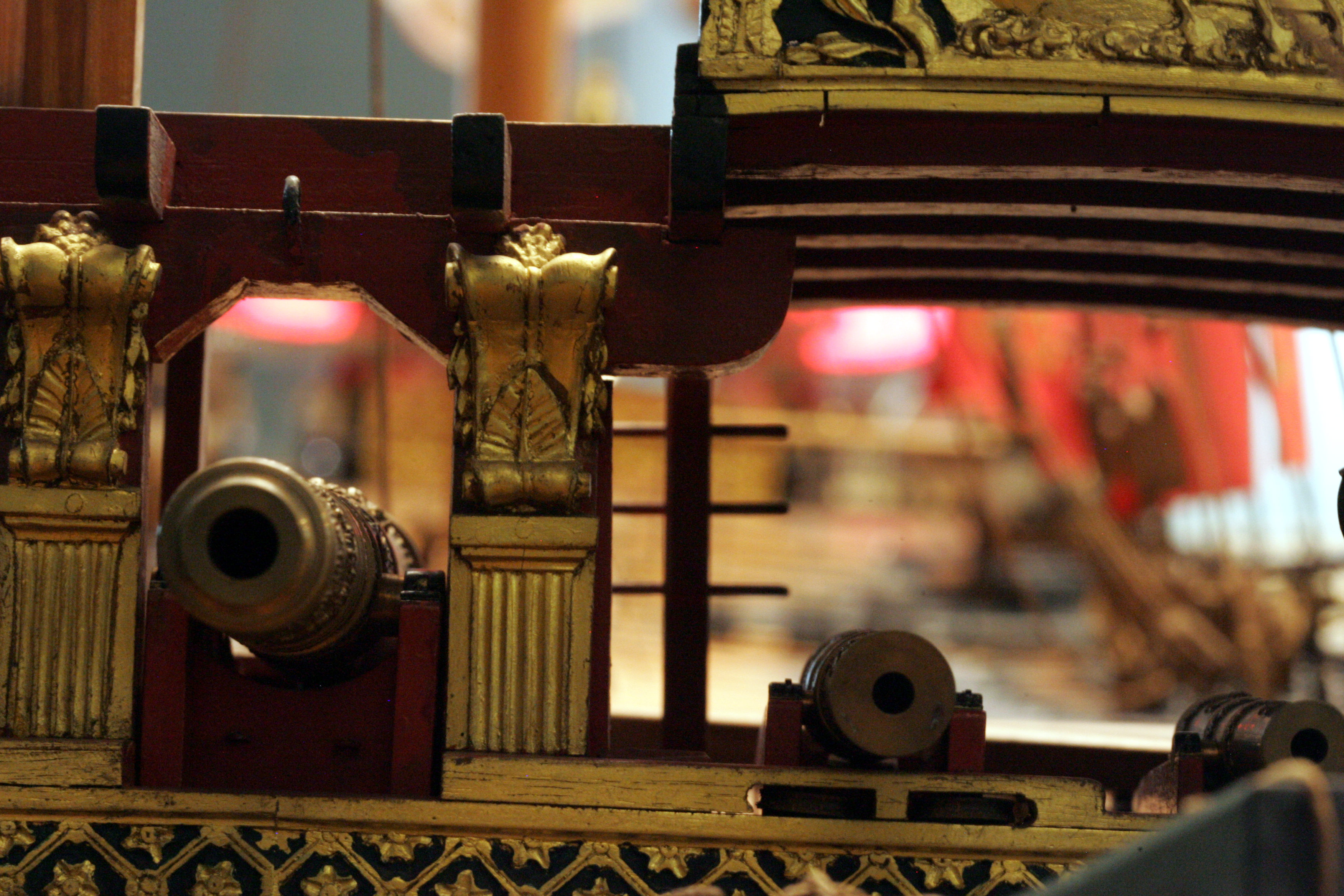
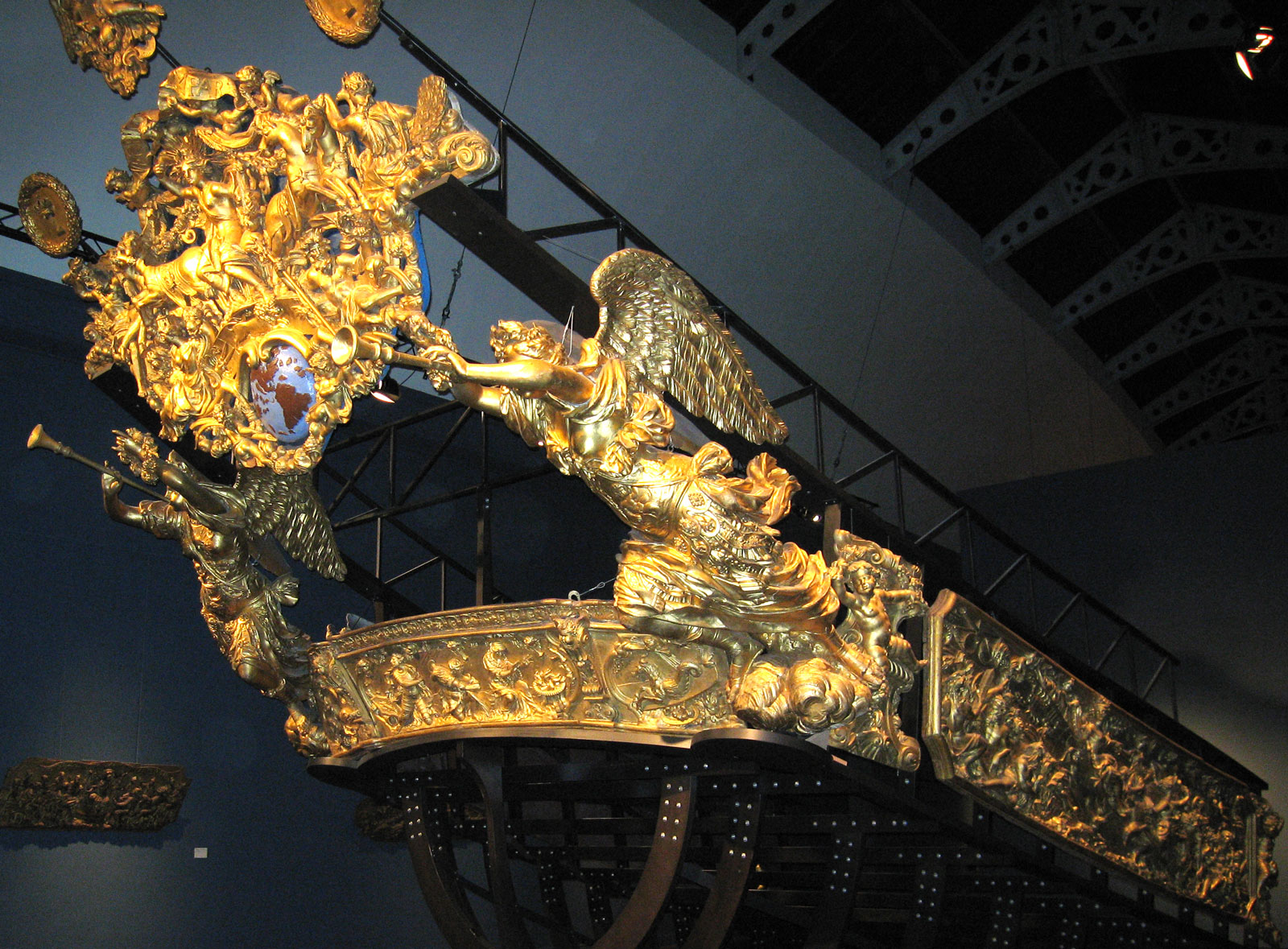
Poupe de la Réale, galère extraordinaire de Louis XIV lancée en 1694